# 狨鼠
狨鼠（学名：Hapalomys longicaudatus）为鼠科狨鼠属的动物，分布于中国、马来西亚、缅甸和泰国。在中国大陆，分布于海南、广西等地，多见于热带森林。该物种的模式产地在缅甸的德林达依省和锡唐河流域。

## 保护
- 中国濒危动物红皮书等级：稀有

## 亚种
- 狨鼠海南亚种（学名：Hapalomys longicaudatus marmosa），Allen于1927年命名。在中国大陆，分布于广西、海南等地。该物种的模式产地在海南。[3]